# Buret´ (stanowisko archeologiczne)

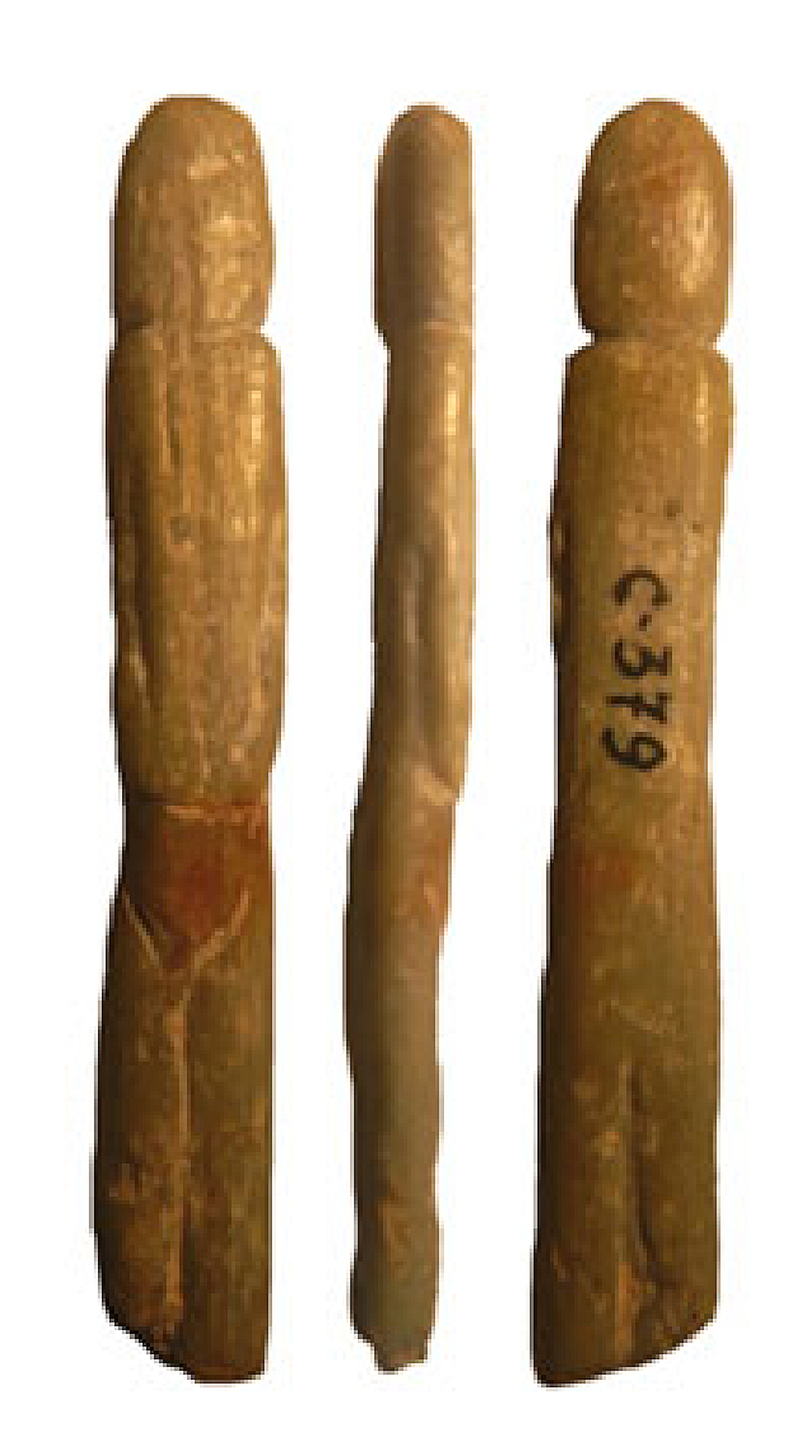
Figurka z mamuciej kości słoniowej. Buret´

Buret´ (ros. Буреть) – późnopaleolityczne otwarte stanowisko archeologiczne, położone na zachód od Irkucka, nad brzegiem rzeki Angary, w obwodzie irkuckim na Syberii w Rosji. Stanowisko eponimiczne tzw. kultury Malta-Buret.
Stanowisko odkrył w 1936 r. we wsi Niżniaja Buret´ archeolog Aleksiej Okładnikow prowadzący ekspedycję badawczą Uniwersytetu Irkuckiego, kontynuując prace do 1940 i odsłaniając pozostałości czterech obiektów mieszkalnych, o szkielecie wykonanym w znacznym stopniu z kości ówczesnych zwierząt: czaszek nosorożców i mamucich kości udowych w ścianach oraz poroża reniferów tworzącego pierwotnie szkielet dachów pomieszczeń. Znaleziono też liczne artefakty, oprócz różnych narzędzi kostnych i kamiennych, także dzieła sztuki, w tym wykonane z otoczaków nefrytowych oraz figurki ptaków i kobiece typu Wenus paleolityczna. Eksplorację stanowiska prowadzono od odkrycia do 1940, a także później. W sumie pozyskano stąd ok. 500 zabytków.
Wiek stanowiska szacowany jest na okres między 23 a 15 tys. lat p.n.e.. Interpretowane jest jako czasowy obóz myśliwski łowców reniferów. Znajduje się one 12 km na północ od innego stanowiska tej samej kultury Malty.
Zabytki ze stanowiska przechowywane są w zbiorach: Obwodowego Muzeum Sztuki im. W.P. Sukaczowa w Irkucku, Muzeum Historycznym w Moskwie, muzeum antropologii Uniwersytetu Moskiewskiego.